# Kasteel Beelaert

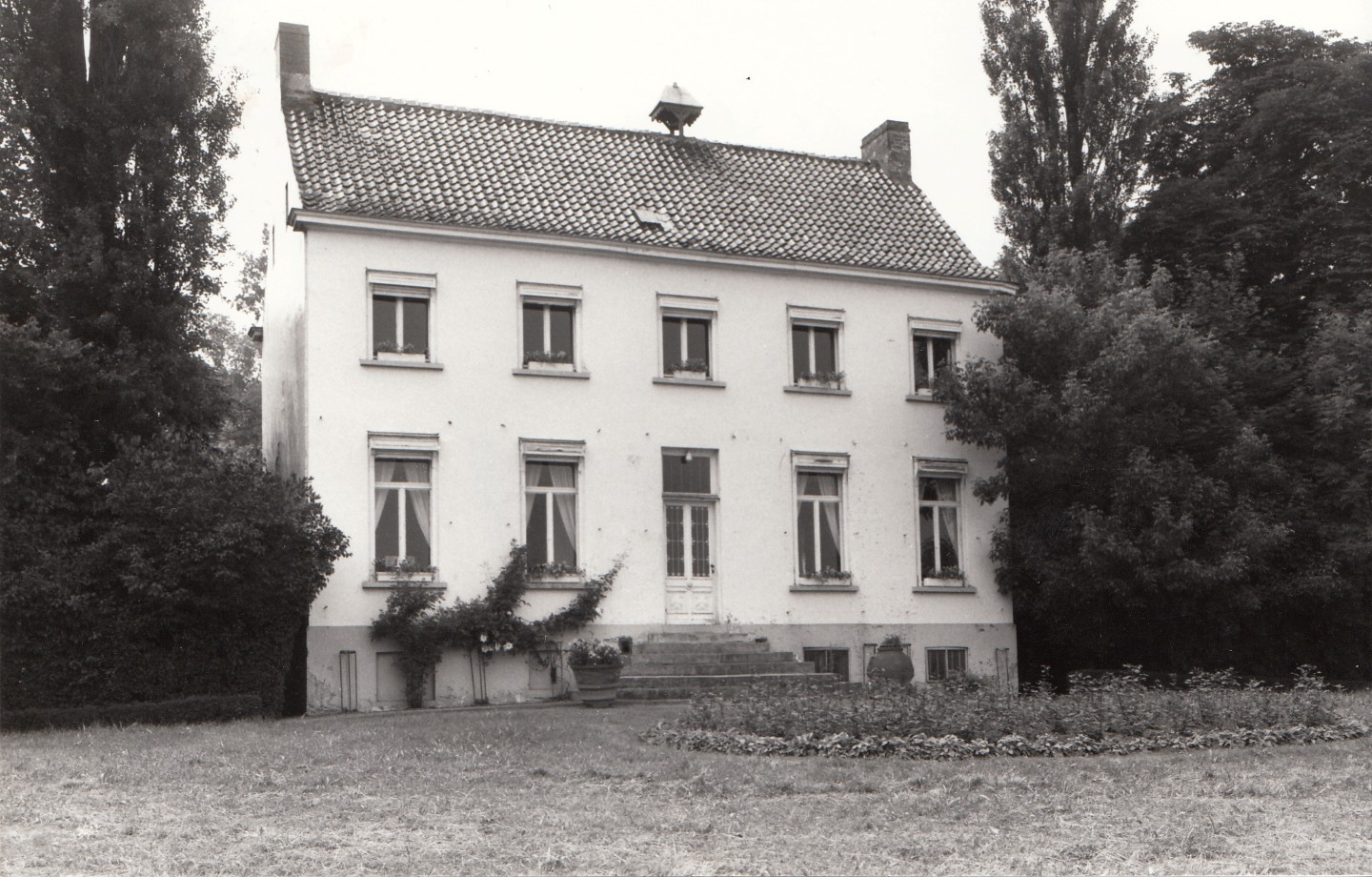
Kasteel Beelaert in 1979

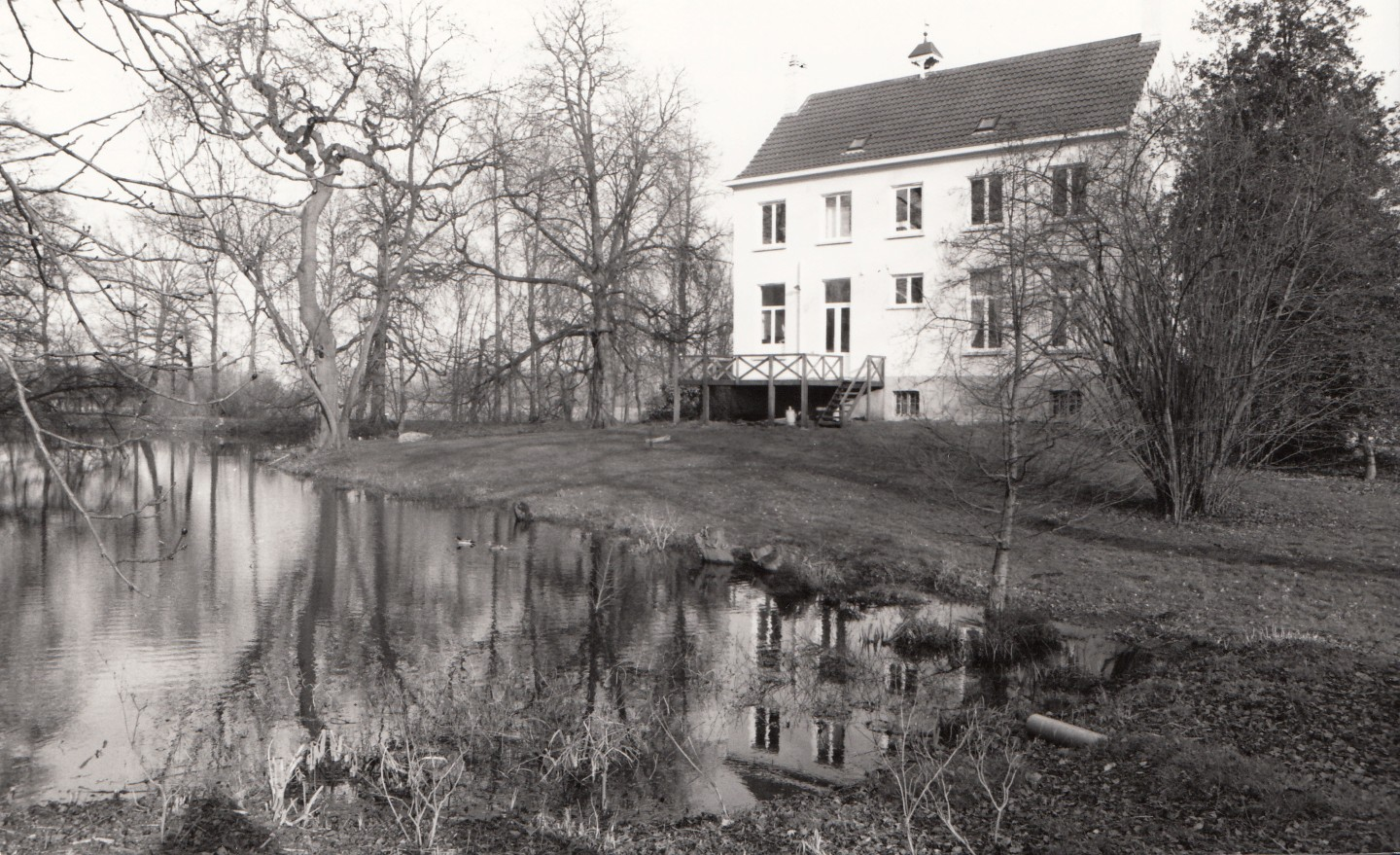
Achterzijde

Het Kasteel Beelaert is een kasteel uit 1812 in de tot de gemeente Gent behorende plaats Afsnee, gelegen aan de Goedingenstraat 4-6 en 4A.

## Geschiedenis
Hier bevond zich, in een bocht van de Leie, het Goed ten Bossche dat in de 14e eeuw al werd vermeld en later bekend stond als de heerlijkheid Idewalle. Het was een leengoed met hoeve. In de 19e eeuw kwam het in bezit van de familie Beelaert en uiteindelijk schonk deze het aan het OCMW.
Tegenwoordig betreft het een dubbelhuis met op het dak een klokkenruitertje. Het is omringd door een park.